# Loiza Lamers
Loiza Lamers es una modelo y empresaria holandesa, principalmente conocida por ser la ganadora de la octava temporada de Holland's Next Top Model, y la primera mujer transgénero ganadora de la franquicia de televisión Top Model.

## Biografía
Lamers, nativa de Gelderland, nació en Driel en 1995. Lamers expresó muy joven su inconformismo de género, comenzando su transición durante su infancia. A la edad de 10 años, Lamers apareció en un documental de 2005 de Charlotte Hoogakker titulado Van Lucas naar Luus (De Lucas a Luus), que se centró en su transición. Lamers se sometió a una cirugía de reasignación de sexo a la edad de 18 años, dos años antes de su aparición en la adaptación holandesa de Top Model.

### Holland's Next Top Model
Lamers trabajó como peluquera antes de hacer pruebas para la octava temporada de la edición holandesa de Next Top Model a principios de 2015. Finalmente fue elegida como una de las trece concursantes. Los productores del programa desconocían su condición de mujer trans hasta que reveló la información luego de que circularan rumores en internet.
El 26 de octubre de 2015, Lamers fue elegida ganadora de la competencia por el público holandés en la final en vivo del programa. Sus premios incluyeron un contrato de modelaje valorado en 50.000 €, que rechazó.
En 2019, Lamers fue miembro invitado del jurado en la duodécima temporada de Holland's Next Top Model .
En enero de 2020, se confirmó que Lamers era una de las concursantes de Let's Dance Germany 2020 fue eliminada en la semana 7 después de un pasodoble para Rhythm is a Dancer y una salsa en equipo para Push the Feeling On y Vogue.